# Strada statale 344 dir Porto Ceresio-Luino
La strada statale 344 dir Porto Ceresio-Luino (SS 344 dir) è una strada statale italiana.

## Percorso
La strada statale 344 dir ha inizio dalla SS 344 a Porto Ceresio, e si dirige verso ovest costeggiando il lago di Lugano.
Dopo Ponte Tresa segue il percorso del fiume Tresa raggiungendo infine Luino.
La strada ha una lunghezza di 19,119 km ed è interamente gestita dal compartimento di Milano dell'ANAS.